# 波束
波束（はそく、英: wave packet, wave train）は、局所的に存在する波うち/波動であり、移動する1個の波動の塊のようにふるまう。

## 波の重ね合わせと波束
波束は、波数の異なる多数の正弦波の重ね合わせで構成できる。⇒合成波
多くの波が規則的に重ね合わさる結果、空間のある1点の近傍にのみ波が残り、それ以外の部分では成分どうしが打ち消しあう状態である。
よりサイズの小さい波束を得るには、より多くの波を重ねる必要がある。
簡単のために一次元で考えると、一般に波束は次のように正弦波の重ね合わせとして表される。
{\displaystyle \psi (x,t)={\frac {1}{\sqrt {2\pi }}}\int _{-\infty }^{\,\infty }A(k)~e^{i[kx-\omega (k)t]}\mathrm {d} k}
係数 1/√ 2 π はフーリエ変換に由来する。
振幅 A(k) は平面波解の重ね合わせ係数である。
この重ね合わせ係数を t = 0 における ψ(x, t) の関数としてあらわす（逆フーリエ変換）ことも可能で、つぎのように書かれる。
{\displaystyle A(k)={\frac {1}{\sqrt {2\pi }}}\int _{-\infty }^{\,\infty }\psi (x,0)~e^{-ikx}\mathrm {d} x}

### 分散
波束に限定しないが、平面波 ei[kx − ω(k)t] において、角周波数 ω(k) と波数 k の関係を分散関係と呼ぶ。
一般に波束は形を変えながら移動し、これを「分散」という。ただし角周波数が波数に比例するときにのみ、波束は形を変えずに移動し、「分散なし」となる。
波束を構成する成分は各個の波数と角周波数をもって伝播するため、これらの合成波は一般に形を変えながら伝播する。伝播する波束の形状がどのように変形するかは分散関係から決まる。

## ガウス波束
物理学で最もよく用いられる波束として、ガウス波束が挙げられる。平面波 φk(x) = eikx を重ね合わせて、次のような定常的な波束を考える。
{\displaystyle \psi (x,0)={\frac {1}{\sqrt {2\pi }}}\int _{-\infty }^{\infty }\alpha (k)\varphi _{k}(x)dk}
ただし重ね合わせ係数は、
{\displaystyle \alpha (k)={\sqrt[{4}]{\frac {a^{2}}{\pi }}}\exp \left[-{\frac {a^{2}}{2}}(k'-k)^{2}\right]}
このガウス積分を実行すると、
{\displaystyle \psi (x,0)={\frac {1}{\sqrt[{4}]{a^{2}\pi }}}\exp \left[-{\frac {x^{2}}{2a}}+ik'x\right]}
このようなガウス関数と平面波の積で表された波束をガウス波束と呼ぶ。

### ガウス波束の伝播
波が時刻 t = 0 で φk(x, 0) = eikx であった場合、その後の時間変化は波動方程式を解くことで求まり、t = t では φk(x, t) = ei(kx − ωkt) となる。この平面波を重ね合わせることで、ガウス波束の時間変化がわかる。
{\displaystyle \psi (x,t)={\frac {1}{\sqrt {2\pi }}}\int _{-\infty }^{\infty }\alpha (k)\varphi _{k}(x,t)dk}
{\displaystyle \alpha (k)={\sqrt[{4}]{\frac {a^{2}}{\pi }}}\exp \left[-{\frac {a^{2}}{2}}(k'-k)^{2}\right]}
ただしその挙動は、波動方程式によって決められる分散関係 ω = ω(k) によって大きく異なる。

## 古典的なガウス波束
古典力学における三次元の波動方程式
{\displaystyle {\frac {\partial ^{2}u(\mathbf {x} ,t)}{\partial t^{2}}}=c^{2}\nabla ^{2}u(\mathbf {x} ,t)}

分散を伴わない波束

を考える。ここで c は波の伝播速度である。この波動方程式は、平面波解 u(x, t) = ei(k⋅x − ωkt) を持つが、その分散関係は次のように表される。
{\displaystyle \omega _{\mathbf {k} }^{2}=|\mathbf {k} |^{2}c^{2}}
{\displaystyle |\mathbf {k} |^{2}=k_{x}^{2}+k_{y}^{2}+k_{z}^{2}}
つまりこの場合は分散がない。
簡単のために一次元を考えると、一般解は次のように表される。
{\displaystyle u(x,t)=Ae^{i(kx-\omega _{k}t)}+Be^{-i(kx+\omega _{k}t)}}
{\displaystyle \omega _{k}=ck}
右辺の第一項は x − ct についての関数であり、x についての関数を ct だけ正の方向に移動させたものである。よって波が正の x 方向に速さ c で伝播する状態を表すことがわかる。第二項は x + ct の関数であるため、波が負の x 方向に伝播する状態を表す。同様に波束も ω(k) = kc のときは u(x, t) = F(x − ct) であるため右方向へ移動し、ω(k) = −kc のときは u(x, t) = F(x + ct) であるため左方向へ移動する。
例えば時刻 t = 0 でガウス型波束
{\displaystyle \psi (x,0)=e^{-x^{2}+ik_{0}x}}
であったとする。重ね合わせ係数は逆フーリエ変換により
{\displaystyle A(k)={\frac {1}{\sqrt {2}}}e^{-{\frac {(k-k_{0})^{2}}{4}}}}
と得られるため、このガウス波束の時間変化は分散関係 ω = ck を用いると次のように表される。
{\displaystyle {\begin{aligned}\psi (x,t)&=e^{-(x-ct)^{2}+ik_{0}(x-ct)}\\&=e^{-(x-ct)^{2}}\left[\cos \left(2\pi {\frac {x-ct}{\lambda }}\right)+i\sin \left(2\pi {\frac {x-ct}{\lambda }}\right)\right]\end{aligned}}}
この虚部は余弦波に垂直偏光する正弦波を表す。最初に示したアニメーションは、この分散を伴わない伝播をする波束の、実部と虚部を表したものである。

## 量子的なガウス波束

分散を伴う波束

初めは不確定性が最小であったガウス波束が、一定の運動量平均値を持って自由空間を移動するときの、1次元位置空間における確率密度の変化

自由粒子の固有状態である平面波から作られるガウス波束を考える。3次元の自由粒子のシュレーディンガー方程式は、
{\displaystyle i\hbar {\frac {\partial \varphi }{\partial t}}=-{\frac {\hbar ^{2}}{2m}}\nabla ^{2}\varphi }
この解の分散関係は次のように表され、この場合は分散があることがわかる。
{\displaystyle \omega ={\frac {\hbar |\mathbf {k} |^{2}}{2m}}}
簡単のために1次元で考える。H0 = −ħ2/2md/dx の固有値問題を解くと、固有状態である平面波 φk(x) = eikx と固有エネルギー Ek = ħ2k2/2m が得られる。この平面波を係数 α(k) = 4√a2/π exp[−a2(k′ − k)2/2] として重ね合わせると、次のようなガウス波束が得られる。
{\displaystyle \psi (x,0)={\frac {1}{\sqrt[{4}]{a^{2}\pi }}}\exp \left[-{\frac {x^{2}}{2a}}+ikx\right]}
時刻 t = 0 で自由粒子の状態が φk(x, 0) = eikx であった場合、その後の時間変化は時間依存シュレーディンガー方程式を解くことで φk(x, t) = ei(kx − ωkt) と求まる。ただし
{\displaystyle \omega _{k}\equiv {\frac {E_{k}}{\hbar }}={\frac {\hbar k^{2}}{2m}}}
である。このように量子論では一般的に分散がある。この時間変化する平面波を係数 α(k) = 4√a2/π exp[−a2(k′ − k)2/2] として重ね合わせると、次のようなガウス波束の時間変化が求まる。
{\displaystyle \psi (x,t)={\frac {1}{\sqrt[{4}]{a^{2}\pi }}}{\frac {1}{\sqrt {1+i(\hbar t/ma^{2})}}}\exp \left[{\frac {-x^{2}+2ia^{2}kx-i(a^{2}\hbar k^{2}/m)t}{2a^{2}[1+i(\hbar t/ma^{2})]}}\right]}
これを二乗したものである確率密度は、次のようにガウス波束であることがわかる。
{\displaystyle |\psi (x,t)|^{2}={\frac {1}{a{\sqrt {\pi }}}}{\frac {1}{\sqrt {1+(\hbar t/ma^{2})^{2}}}}\exp \left[-{\frac {[x-(\hbar k/m)t]^{2}}{a^{2}[1+(\hbar t/ma^{2})^{2}]}}\right]}
このガウス関数は x = ħk/mt で極大となるため、群速度 v = ħk/m で移動する波束であることがわかる。
また時刻 t = t でのガウス波束の幅は a′ = a √1 + (ħt/ma2)2 であるため、時間とともに波束の幅は広がっていき、最終的には空間中に広がることがわかる。たとえば、電子の波束が最初はオングストロームの領域、すなわち 10−10 m に局在していた場合、波束の幅はおよそ 10−16 s で倍になる。明らかに、粒子の波束は自由空間を非常に早く広がっていく。たとえば 1 ms 後では、幅は 1 km 程度に増加する。

## 波束と不確定性原理
量子論では位置 x と運動量 p は非可換であるため、両者に対する同時固有状態が存在しない。この非可換性により不確定性原理 Δx⋅Δp ≥ ħ/2 が成り立つため、各標準偏差を Δx = Δp = 0 とすることはできない。しかし、不確定性原理の許す限り Δx と Δp のどちらも小さい状態が存在し、その波動関数は波束で表される。古典的なスケールでの測定を考えると、波束状態に対する Δx, Δp は非常に小さいため、現実的には測定誤差に埋もれて不確定性は見えなくなる。結果として、測定対象は古典的な粒子のように見える。逆に古典的な粒子のように振る舞う状態は、波束状態だと考えることができる。

### 最小波束状態
量子論においてガウス波束{\displaystyle \psi (x,0)}は最小不確定状態とも呼ばれる。t = 0 での原点を中心とした3次元ガウス波束を次のように書き直す。
{\displaystyle \psi (\mathbf {r} ,0)=e^{-\mathbf {r} \cdot \mathbf {r} /2a}}
ここで a は正の実数で、波束の幅の2乗である。 
{\displaystyle a={\frac {2\langle \mathbf {r} \cdot \mathbf {r} \rangle }{3\langle 1\rangle }}=2(\Delta x)^{2}}
t = 0 でのフーリエ変換も、波数ベクトル k についてのガウス関数となっている。
{\displaystyle \psi (\mathbf {k} ,0)=(2\pi a)^{3/2}e^{-a\mathbf {k} \cdot \mathbf {k} /2}}
このガウス波束の幅は、a の逆数であり、
{\displaystyle {\frac {1}{a}}={\frac {2\langle \mathbf {k} \cdot \mathbf {k} \rangle }{3\langle 1\rangle }}=2\left({\frac {\Delta p_{x}}{\hbar }}\right)^{2}}
よって不確定性関係において等号が成立している。
{\displaystyle \Delta x\cdot \Delta p_{x}={\frac {\hbar }{2}}}
波束の幅が運動とともに線形的に広がっていくことは、運動量の不確定性を反映している。波束が Δx = √a/2 ほどの狭い範囲に制限されていると、運動量は ħ/√2a ほどの不確定性を持つ。波束は ħ/m√2a の速度で広がり、時間 t で ħt/m√2a ほど進む。不確定性関係は等号から大きく外れ、最初の不確定性 Δx⋅Δp = ħ/2 は、t が大きくなると ħt/ma 倍に増加する。